# Nati nel 1998/Maggio
| Questa pagina contiene informazioni ricavate automaticamente dalle voci biografiche con l'ausilio del template Bio e di un bot. L'aggiornamento è periodico e automatico e ricostruisce completamente la pagina. Se manca una persona in questa lista, sei pregato di non aggiungerla, ma accertati piuttosto che la sua voce biografica contenga il template Bio e che i dati anagrafici siano correttamente compilati. Se il template Bio manca, inseriscilo tu stesso o, in alternativa, metti l'avviso {{tmp\|Bio}} che ne segnala la mancanza. Se i dati riportati sono sbagliati, correggi direttamente la voce biografica; le modifiche saranno visibili in questa lista entro pochi giorni. Per chiarimenti vedi il progetto biografie. La lista contiene solo le 398 persone che sono citate nell'enciclopedia e per le quali è stato implementato correttamente il template Bio. Pagina aggiornata al 18 ago 2025. |

- 1º maggio - João Bachi, calciatore portoghese
- 1º maggio - Kristiane Bekkestad, ex sciatrice alpina norvegese
- 1º maggio - Mahalia, cantante britannica
- 1º maggio - Tyasha Harris, cestista statunitense
- 1º maggio - Kang Kum-song, lottatore nordcoreano
- 1º maggio - Federico Massone, cestista italiano
- 1º maggio - Sukhmail Mathon, cestista statunitense
- 1º maggio - Callum O'Hare, calciatore inglese
- 1º maggio - Grayson Russell, attore statunitense
- 1º maggio - Jacopo Sandron, lottatore italiano
- 1º maggio - Besim Šerbečić, calciatore bosniaco
- 1º maggio - Hemeya Tanjy, calciatore mauritano
- 1º maggio - Elodie Tshilumba, altista lussemburghese
- 2 maggio - A.J. Dillon, giocatore di football americano statunitense
- 2 maggio - Tremaine Edmunds, giocatore di football americano statunitense
- 2 maggio - Javi Hernández, calciatore spagnolo
- 2 maggio - Blendi Idrizi, calciatore tedesco
- 2 maggio - Jonathan Ikoné, calciatore francese
- 2 maggio - Mats Köhlert, calciatore tedesco
- 2 maggio - Anders Dreyer, calciatore danese
- 2 maggio - Elijah Mitchell, giocatore di football americano statunitense
- 2 maggio - Dany Mota, calciatore portoghese
- 2 maggio - Bogdan Pavlović, giocatore di football americano serbo
- 3 maggio - Luuk Brouwers, calciatore olandese
- 3 maggio - Diego Camargo, ciclista su strada colombiano
- 3 maggio - Jake Hanes, pallavolista statunitense
- 3 maggio - Kōki Ikeda, marciatore giapponese
- 3 maggio - Takumi Mase, calciatore giapponese
- 3 maggio - Therese Simonsson, calciatrice svedese
- 4 maggio - Gustaf Berglund, fondista svedese
- 4 maggio - Pietro Bocconcelli, cestista italiano
- 4 maggio - Jimmy Boeheim, cestista statunitense
- 4 maggio - Giacomo Giorgio, attore italiano
- 4 maggio - Ludovico Giuliani, pallavolista italiano
- 4 maggio - Frank Jackson, cestista statunitense
- 4 maggio - Alexandros Katranīs, calciatore greco
- 4 maggio - Houboulang Mendes, calciatore guineense
- 4 maggio - Rex Orange County, cantante e musicista britannico
- 4 maggio - Janez Pišek, calciatore sloveno
- 4 maggio - Jesús Ramírez, calciatore venezuelano
- 4 maggio - Salvador Reyes Chávez, calciatore messicano
- 4 maggio - Tiago Dias, calciatore portoghese
- 4 maggio - Lucas Soares, calciatore brasiliano
- 4 maggio - Tereza Szewieczková, calciatrice ceca
- 4 maggio - Lewis Thomas, giocatore di football americano britannico
- 4 maggio - Paweł Tomczyk, calciatore polacco
- 5 maggio - Tijana Bogdanović, taekwondoka serba
- 5 maggio - Temur Chogadze, calciatore georgiano
- 5 maggio - Chelsea Clark, attrice canadese
- 5 maggio - Lukáš Fabiš, calciatore slovacco
- 5 maggio - Menna Fitzpatrick, sciatrice alpina britannica
- 5 maggio - Isaiah Hartenstein, cestista statunitense
- 5 maggio - Vi Jones, giocatore di football americano statunitense
- 5 maggio - Hilary Kpatcha, lunghista francese
- 5 maggio - Greg Maluma, karateka zambiano
- 5 maggio - Simon Omossola, calciatore camerunese
- 5 maggio - Relja Milivojević, giocatore di football americano serbo
- 5 maggio - Simone Mocellini, fondista italiano
- 5 maggio - Alejo Montero, calciatore argentino
- 5 maggio - Aryna Sabalenka, tennista bielorussa
- 5 maggio - Lazar Stojsavljević, calciatore serbo
- 5 maggio - Giulia Tanno, sciatrice freestyle svizzera
- 6 maggio - Claud Adjapong, calciatore italiano
- 6 maggio - Danilo Boza, calciatore brasiliano
- 6 maggio - Cristian Tovar, calciatore colombiano
- 6 maggio - Tommy Doyle, giocatore di football americano statunitense
- 6 maggio - Abbey Harkin, nuotatrice australiana
- 6 maggio - Mateusz Hołownia, calciatore polacco
- 6 maggio - Denzel Jubitana, calciatore surinamese
- 6 maggio - Tristan Lane, sciatore alpino statunitense
- 6 maggio - Lucrezia Lorenzi, sciatrice alpina italiana
- 6 maggio - Daron Russell, cestista statunitense
- 6 maggio - Kayden Troff, scacchista statunitense
- 6 maggio - Eyioma Uwazurike, giocatore di football americano statunitense
- 6 maggio - Igor Vekič, calciatore sloveno
- 7 maggio - Nilsu Berfin Aktaş, attrice turca
- 7 maggio - Cristian Barrios, calciatore argentino
- 7 maggio - MrBeast, youtuber e imprenditore statunitense
- 7 maggio - Johannes Handl, calciatore austriaco
- 7 maggio - Katrin Hirtl-Stanggaßinger, ex sciatrice alpina tedesca
- 7 maggio - Orestis Kiomourtzoglou, calciatore tedesco
- 7 maggio - Mohamed Mahmoud, calciatore egiziano
- 7 maggio - Mihaela Marinova, cantante bulgara
- 7 maggio - Dani Olmo, calciatore spagnolo
- 7 maggio - Esteban Obiang, calciatore spagnolo
- 7 maggio - Alessio Proietti Colonna, nuotatore italiano
- 7 maggio - Jean Pyerre, calciatore brasiliano
- 7 maggio - Lars Ritzka, calciatore tedesco
- 7 maggio - Ismaila Soro, calciatore ivoriano
- 7 maggio - Damian Willemse, rugbista a 15 sudafricano
- 7 maggio - Thalisson Kelven, calciatore brasiliano
- 8 maggio - Stefano Arcieri, pallamanista italiano
- 8 maggio - Fernando Beltrán, calciatore messicano
- 8 maggio - Arnaud Boisset, sciatore alpino svizzero
- 8 maggio - Ezra Cleveland, giocatore di football americano statunitense
- 8 maggio - Robbe Decostere, calciatore belga
- 8 maggio - Davide Denegri, cestista italiano
- 8 maggio - Johannes Eggestein, calciatore tedesco
- 8 maggio - Sam Field, calciatore inglese
- 8 maggio - Mickaël Nanizayamo, calciatore francese
- 8 maggio - Debora Silvestri, ciclista su strada italiana
- 8 maggio - Michel Termanini, calciatore palestinese
- 8 maggio - Jan Vytrval, combinatista nordico ceco
- 8 maggio - Russ Yeast, giocatore di football americano statunitense
- 9 maggio - Nicholas Barasch, attore, cantante e doppiatore statunitense
- 9 maggio - Faiq Bolkiah, calciatore bruneiano
- 9 maggio - Morad El Haddouti, calciatore olandese
- 9 maggio - Marco Ramkilde, calciatore danese
- 9 maggio - Matthieu Huard, calciatore francese
- 9 maggio - Jan Matoušek, calciatore ceco
- 9 maggio - Antōnīs Oikonomopoulos, calciatore greco
- 9 maggio - Aston Oxborough, calciatore inglese
- 9 maggio - Moritz Sanders, cestista tedesco
- 9 maggio - Douglas Luiz, calciatore brasiliano
- 10 maggio - Renaud Barral, nuotatore artistico belga
- 10 maggio - Malachi Flynn, cestista statunitense
- 10 maggio - Patriks Gailums, giavellottista lettone
- 10 maggio - William Arne Hanssen, giocatore di calcio a 5 e calciatore norvegese
- 10 maggio - Priscilla Hon, tennista australiana
- 10 maggio - Elijah Hughes, cestista statunitense
- 10 maggio - Vitaly Janelt, calciatore tedesco
- 10 maggio - Peter Michael, calciatore nigeriano
- 11 maggio - Mërgim Berisha, calciatore tedesco
- 11 maggio - Robert Castellanos, calciatore statunitense
- 11 maggio - Crystal Dangerfield, cestista statunitense
- 11 maggio - Görkem Doğan, cestista turco
- 11 maggio - Viktória Hrunčáková, tennista slovacca
- 11 maggio - Ziyu Liu, pianista cinese
- 11 maggio - Camphers Pérez, calciatore nicaraguense
- 11 maggio - Amanda Rantanen, calciatrice finlandese
- 11 maggio - Shavar Reynolds, cestista statunitense
- 11 maggio - Samuele Rivi, ex ciclista su strada italiano
- 11 maggio - Fran Villalba, calciatore spagnolo
- 11 maggio - Sofia Viscardi, youtuber e scrittrice italiana
- 11 maggio - Caio Paulista, calciatore brasiliano
- 11 maggio - Oğulcan Ülgün, calciatore turco
- 12 maggio - Mohamed Bamba, cestista statunitense
- 12 maggio - Ivica Batarelo, calciatore croato
- 12 maggio - Ty Chandler, giocatore di football americano statunitense
- 12 maggio - Neisi Dajomes, sollevatrice ecuadoriana
- 12 maggio - Fabiana Dorigo, sciatrice alpina tedesca
- 12 maggio - Franchu, calciatore argentino
- 12 maggio - Quade Green, cestista statunitense
- 12 maggio - Sveinn Aron Guðjohnsen, calciatore islandese
- 12 maggio - Libor Holík, calciatore ceco
- 12 maggio - BigXthaPlug, rapper statunitense
- 12 maggio - Gift Leotlela, velocista sudafricano
- 12 maggio - Lou Lopez Sénéchal, cestista francese
- 12 maggio - Cosmin Pascari, canottiere rumeno
- 12 maggio - Peng Shimeng, calciatrice cinese
- 12 maggio - Julia Scheib, sciatrice alpina austriaca
- 12 maggio - Dmytro Skapincev, cestista ucraino
- 12 maggio - Campbell Stewart, ciclista su strada e pistard neozelandese
- 12 maggio - Andreas Strand, ex sciatore alpino norvegese
- 12 maggio - Talles Brener de Paula, calciatore brasiliano
- 12 maggio - Yue Tze Nam, calciatore hongkonghese
- 12 maggio - Devis Vásquez, calciatore colombiano
- 12 maggio - Ibrahim Aden Warsama, calciatore gibutiano
- 12 maggio - Wu Tung-lin, tennista taiwanese
- 12 maggio - Yovel Zoosman, cestista israeliano
- 13 maggio - Franco Calderón, calciatore argentino
- 13 maggio - Giovanni Filippi, mezzofondista italiano
- 13 maggio - Devin Harper, giocatore di football americano statunitense
- 13 maggio - Jon Moncayola, calciatore spagnolo
- 13 maggio - Alicia Monson, mezzofondista statunitense
- 13 maggio - Adrià Pedrosa, calciatore spagnolo
- 13 maggio - Annamaria Serturini, calciatrice italiana
- 13 maggio - Vinnie Shahid, cestista statunitense
- 13 maggio - Luca Zidane, calciatore francese
- 14 maggio - Laura Asencio, ciclista su strada francese
- 14 maggio - Alexandr Belousov, calciatore moldavo
- 14 maggio - Marko Božić, calciatore austriaco
- 14 maggio - Claudia Provaroni, pallavolista italiana
- 14 maggio - Aaron Ramsdale, calciatore inglese
- 15 maggio - Josh Ball, giocatore di football americano statunitense
- 15 maggio - Michelangelo Biondelli, rugbista a 15 italiano
- 15 maggio - Anjan Bista, calciatore nepalese
- 15 maggio - Iván Bolaño, calciatore argentino
- 15 maggio - Santiago Brunelli, calciatore uruguaiano
- 15 maggio - Xavier Cardelús, pilota motociclistico andorrano
- 15 maggio - Luke Fortner, giocatore di football americano statunitense
- 15 maggio - João Erick, calciatore brasiliano
- 15 maggio - Kokoy de Santos, attore, cantante e ballerino filippino
- 15 maggio - Mirco Minguzzi, lottatore italiano
- 15 maggio - Teddy Okou, calciatore francese
- 15 maggio - Illja Putrja, calciatore ucraino
- 15 maggio - Pablo Rodríguez, giocatore di calcio a 5 costaricano
- 15 maggio - Lucrezia Stefanini, tennista italiana
- 15 maggio - Eric Vila, cestista spagnolo
- 16 maggio - Samu Alanko, calciatore finlandese
- 16 maggio - Cecily Decker, ex sciatrice alpina statunitense
- 16 maggio - Valentina Gagliardi, giocatrice di calcio a 5 e calciatrice italiana
- 16 maggio - Daelin Hayes, giocatore di football americano statunitense
- 16 maggio - Nicolás Rossi, calciatore uruguaiano
- 16 maggio - Jeancarlo Vargas, calciatore honduregno
- 16 maggio - Ariel Waller, attrice canadese
- 17 maggio - Niccolò Cannone, rugbista a 15 italiano
- 17 maggio - Childe Dundão, cestista angolano
- 17 maggio - Terrance Ferguson, cestista statunitense
- 17 maggio - Giordano Finoro, hockeista su ghiaccio canadese
- 17 maggio - Patricia Guijarro, calciatrice spagnola
- 17 maggio - Damian Michalski, calciatore polacco
- 17 maggio - Christopher O'Donnell, velocista irlandese
- 17 maggio - Léna Quintin, fondista francese
- 18 maggio - Tobias Bonatti, giocatore di football americano austriaco
- 18 maggio - Mohamed Bourhan Mohamed, calciatore gibutiano
- 18 maggio - Cheng Wentao, nuotatrice artistica cinese
- 18 maggio - Bright Enobakhare, calciatore nigeriano
- 18 maggio - Tomás Federico, calciatore argentino
- 18 maggio - Guo Hanyu, tennista cinese
- 18 maggio - Melanie Hasler, bobbista svizzera
- 18 maggio - Shivangi Joshi, attrice indiana
- 18 maggio - Benedek Kovács, nuotatore ungherese
- 18 maggio - Maxim Leitsch, calciatore tedesco
- 18 maggio - Raí Nascimento, calciatore brasiliano
- 18 maggio - Cristhian Paredes, calciatore paraguaiano
- 18 maggio - Simon Rhein, calciatore tedesco
- 19 maggio - Ben Brown, giocatore di football americano statunitense
- 19 maggio - Martina Centofanti, ex ginnasta italiana
- 19 maggio - Aziza Chakir, judoka marocchina
- 19 maggio - Miullen, calciatore brasiliano
- 19 maggio - Tim Handwerker, calciatore tedesco
- 19 maggio - Honoka Hayashi, calciatrice giapponese
- 19 maggio - Rebeka Koha, sollevatrice lettone
- 19 maggio - Alex Král, calciatore ceco
- 19 maggio - Ibrahim Madi, calciatore francese
- 19 maggio - Abbas Nshimirimana, calciatore burundese
- 19 maggio - Răzvan Onea, calciatore rumeno
- 19 maggio - Jordon Riley, giocatore di football americano statunitense
- 19 maggio - Giacomo Savini, pallamanista italiano
- 19 maggio - Bathiste Tchouaffé, cestista francese
- 19 maggio - Sam Webb, giocatore di football americano statunitense
- 19 maggio - Lucas de Souza Ventura, calciatore brasiliano
- 20 maggio - Agustín Aleo, calciatore argentino
- 20 maggio - Raúl Asencio, calciatore spagnolo
- 20 maggio - Bradley Banda, calciatore gibilterriano
- 20 maggio - Jamie Chadwick, pilota automobilistica britannica
- 20 maggio - Thomas Fannon, nuotatore irlandese
- 20 maggio - Luís García Pacheco, calciatore colombiano
- 20 maggio - Aislinn Konig, cestista canadese
- 20 maggio - Koffi Kouao, calciatore ivoriano
- 20 maggio - Lucia Lucarini, schermitrice italiana
- 20 maggio - Nam Nguyen, pattinatore canadese
- 20 maggio - Maksim Oluić, ex calciatore croato
- 20 maggio - Indrit Prodani, calciatore albanese
- 20 maggio - Beatriz Souza, judoka brasiliana
- 21 maggio - Patrik Bardhi, calciatore albanese
- 21 maggio - Aymen Barkok, calciatore marocchino
- 21 maggio - Lautaro Díaz, calciatore argentino
- 21 maggio - Christoph Halper, calciatore austriaco
- 21 maggio - Oleg Nikolaev, calciatore ucraino
- 21 maggio - Osman Nurməhəmmədov, lottatore azero
- 21 maggio - Əliabbas Rzazadə, lottatore azero
- 21 maggio - Felipe Souza, calciatore brasiliano
- 21 maggio - Ari Ólafsson, cantante islandese
- 22 maggio - Davide Baldaccini, ciclista su strada italiano
- 22 maggio - Dženis Burnić, calciatore tedesco
- 22 maggio - Hamza El Kaouakibi, calciatore marocchino
- 22 maggio - Gastón Gorrostorrazo, calciatore uruguaiano
- 22 maggio - Jack Hale, velocista australiano
- 22 maggio - Aapo Halme, calciatore finlandese
- 22 maggio - Maksym Lun'ov, calciatore ucraino
- 22 maggio - Chihiro Muramatsu, tennista giapponese
- 22 maggio - Mayowa Nicholas, modella nigeriana
- 22 maggio - Kelland O'Brien, ciclista su strada e pistard australiano
- 22 maggio - Sayeed Pridgett, cestista statunitense
- 22 maggio - Gretta Ray, cantante australiana
- 22 maggio - Dramane Salou, calciatore burkinabé
- 22 maggio - Supachok Sarachat, calciatore thailandese
- 22 maggio - Gabriel Simion, calciatore rumeno
- 22 maggio - Rebecca Staffelli, conduttrice televisiva, conduttrice radiofonica e modella italiana
- 22 maggio - Laulauga Tausaga, discobola statunitense
- 22 maggio - Stiven Vega, calciatore colombiano
- 23 maggio - Joël Bacanamwo, calciatore belga
- 23 maggio - Isaac Cruz, pugile messicano
- 23 maggio - Alexis Hart, pallavolista statunitense
- 23 maggio - Robin Heußer, calciatore tedesco
- 23 maggio - Justinian Jessup, cestista statunitense
- 23 maggio - Daniel Köstl, calciatore ceco
- 23 maggio - Steve Lacy, musicista, cantante e produttore discografico statunitense
- 23 maggio - Mehdi Léris, calciatore francese
- 23 maggio - Giulia Mancini, pallavolista italiana
- 23 maggio - Salwa Eid Naser, velocista bahreinita
- 23 maggio - Harry Paton, calciatore canadese
- 23 maggio - Manny Rodríguez, calciatore dominicano
- 23 maggio - Riccardo Sbertoli, pallavolista italiano
- 23 maggio - Sérgio Sette Câmara, pilota automobilistico brasiliano
- 23 maggio - Luca de la Torre, calciatore statunitense
- 23 maggio - Berat Özdemir, calciatore turco
- 24 maggio - Johannes Adamietz, ciclista su strada tedesco
- 24 maggio - Maciej Ambrosiewicz, calciatore polacco
- 24 maggio - Daisy Edgar-Jones, attrice britannica
- 24 maggio - Grent Halili, ex calciatore albanese
- 24 maggio - Bence Kardos, pentatleta ungherese
- 24 maggio - Tyler Mitchem, pallavolista statunitense
- 24 maggio - Jordan Pierre-Gilles, pattinatore di short track canadese
- 24 maggio - Eljon Sota, calciatore albanese
- 24 maggio - Aher Uguak, cestista canadese
- 25 maggio - Jorge Carrascal, calciatore colombiano
- 25 maggio - Gō Hatano, calciatore giapponese
- 25 maggio - Andrew Lambrou, cantante australiano
- 25 maggio - Zarija Lambulić, calciatore serbo
- 25 maggio - Martín Mapisa, calciatore zimbabwese
- 25 maggio - Javi Puado, calciatore spagnolo
- 25 maggio - Fernando Jacinto Quissanga, calciatore angolano
- 25 maggio - Rinjala Raherinaivo, calciatore malgascio
- 25 maggio - Jens Reynders, ciclista su strada belga
- 25 maggio - Lazar Romanić, calciatore serbo
- 25 maggio - Barlon Sequeira, calciatore costaricano
- 25 maggio - Bence Tóth, calciatore ungherese
- 25 maggio - Markus Wildauer, ex ciclista su strada austriaco
- 25 maggio - Kristers Zoriks, cestista lettone
- 26 maggio - Jacob Barnett, statunitense
- 26 maggio - Leo Bengtsson, calciatore svedese
- 26 maggio - Fabricio Brener, calciatore argentino
- 26 maggio - Frederick Davidson, canottiere britannico
- 26 maggio - Juan Ignacio Díaz, calciatore argentino
- 26 maggio - Jordan Ford, cestista statunitense
- 26 maggio - Valerie Higgins, cestista statunitense
- 26 maggio - Edoardo Iachizzi, rugbista a 15 italiano
- 26 maggio - Denil Maldonado, calciatore honduregno
- 26 maggio - Joseph Mobio, cestista italiano
- 26 maggio - Ishan Pandita, calciatore indiano
- 26 maggio - João Paulo Moreira Fernandes, calciatore capoverdiano
- 26 maggio - Abdoulaye Sissako, calciatore francese
- 26 maggio - Lauren Stivrins, pallavolista statunitense
- 26 maggio - Busenaz Sürmeneli, pugile turca
- 26 maggio - Montassar Talbi, calciatore tunisino
- 26 maggio - Zachary Thomas, giocatore di football americano statunitense
- 26 maggio - Ramiz Zerrouki, calciatore olandese
- 26 maggio - Vahap Şanal, scacchista turco
- 27 maggio - Tomás Belmonte, calciatore argentino
- 27 maggio - Sylvester Berg, cestista danese
- 27 maggio - Teun Bijleveld, calciatore olandese
- 27 maggio - Mourad El Ghezouani, calciatore spagnolo
- 27 maggio - Charlie Estcourt, calciatrice gallese
- 27 maggio - Kevin Fortes, giocatore di football americano francese
- 27 maggio - Yanik Frick, calciatore liechtensteinese
- 27 maggio - Michael Fuentes, calciatore cileno
- 27 maggio - Álibek Qasym, calciatore kazako
- 27 maggio - Dīmītrīs Līmnios, calciatore greco
- 27 maggio - Artëm Maksimenko, calciatore russo
- 27 maggio - Josep Martínez, calciatore spagnolo
- 27 maggio - Novak Musić, cestista serbo
- 27 maggio - Reno Piscopo, calciatore australiano
- 27 maggio - Ruggero Valli, doppiatore italiano
- 27 maggio - Magnus Westergaard, calciatore danese
- 27 maggio - Ben White, rugbista a 15 britannico
- 28 maggio - Mons Bassouamina, calciatore francese
- 28 maggio - Brian Figueroa, calciatore messicano
- 28 maggio - Artëm Galadžan, calciatore russo
- 28 maggio - Lauriane Genest, pistard canadese
- 28 maggio - Kevin Hansen, pilota automobilistico svedese
- 28 maggio - Dahyun, cantante sudcoreana
- 28 maggio - Artem Kozak, calciatore ucraino
- 28 maggio - Danil Krugovoj, calciatore russo
- 28 maggio - Gastón Lodico, calciatore argentino
- 28 maggio - Alejandro Martínez, pistard spagnolo
- 28 maggio - De'Anthony Melton, cestista statunitense
- 28 maggio - Alejandro Osorio, ciclista su strada colombiano
- 28 maggio - Logan Rogerson, calciatore neozelandese
- 28 maggio - Logan Sankey, saltatrice con gli sci statunitense
- 28 maggio - Daisy Taylor, attrice pornografica statunitense
- 28 maggio - Louis Yamaguchi, calciatore giapponese
- 29 maggio - Matilda Algotsson, pattinatrice artistica su ghiaccio svedese
- 29 maggio - Achmed Alibekov, calciatore ucraino
- 29 maggio - Clément Champoussin, ciclista su strada francese
- 29 maggio - Rodi Ferreira, calciatore paraguaiano
- 29 maggio - Markelle Fultz, cestista statunitense
- 29 maggio - Lucía Gil, cantante e attrice spagnola
- 29 maggio - Arnel Jakupovic, calciatore austriaco
- 29 maggio - Lee Duck-hee, tennista sudcoreano
- 29 maggio - Luka Lochoshvili, calciatore georgiano
- 29 maggio - Sasha Marcich, calciatore argentino
- 29 maggio - Andreea Munteanu, ginnasta rumena
- 29 maggio - Felix Passlack, calciatore tedesco
- 29 maggio - Austin Reaves, cestista statunitense
- 29 maggio - Eveliina Summanen, calciatrice finlandese
- 29 maggio - Kento Tachibanada, calciatore giapponese
- 29 maggio - Hetty van de Wouw, pistard olandese
- 30 maggio - Sarah Bonnici, cantante maltese
- 30 maggio - Jasmine Gross, pallavolista statunitense
- 30 maggio - Khalid Hachadi, calciatore marocchino
- 30 maggio - Hugo Magnetti, calciatore francese
- 30 maggio - Simone Muratore, ex calciatore italiano
- 30 maggio - Bryan Ngwabije, calciatore francese
- 30 maggio - Franco Sivetti, calciatore argentino
- 30 maggio - Siebe Van der Heyden, calciatore belga
- 31 maggio - Jákup Andreasen, calciatore faroese
- 31 maggio - Aljaž Bratec, cestista sloveno
- 31 maggio - Marco Tulio, calciatore brasiliano
- 31 maggio - David Douděra, calciatore ceco
- 31 maggio - Santino Ferrucci, pilota automobilistico statunitense
- 31 maggio - Maílton, calciatore brasiliano
- 31 maggio - Monika Marija, cantante lituana
- 31 maggio - Stephy Mavididi, calciatore inglese
- 31 maggio - Reza Shekari, calciatore iraniano
- 31 maggio - Mehmet Yeşil, calciatore turco